# منظمة جذور المقاومة
منظمة جذور المقاومة (بالإنجليزية: Roots of Resistance) كانت منظمة مناهضة للعنصرية تمارس أنشطتها في فانكوفر في كندا في الفترة بين 1992 وحتى 1996. وقد تم تأسيس المنظمة بعد فترة قصيرة من مظاهرة فانكوفر لدعم رودني كينغ خلال أعمال الشغب في لوس أنجيليس في عام 1992، حيث كانت تجمع بين مجموعة متآلفة يطلق عليها اسم الفوضويون الملونون مع مجموعة طلاب ملونين بكلية لانجارا والتحالف العالمي الثالث، وغير ذلك من النشطاء. وقد كانت جذور المقاومة تتكون من الأشخاص غير البيض فقط، حيث كانت تضم أعضاء من أصول إفريقية وأسيوية وأممية أولية ولاتينية أمريكية، بما في ذلك الأشخاص الذين ينتمون إلى أعراق مختلفة.
وقد كان لأفراد منظمة جذور المقاومة ميول سياسية يسارية متنوعة، من الفوضوية وحتى الماركسية، بالإضافة إلى امتلاكهم منظورات ثقافية ودينية متباينة. وما كان يجمع بين أفراد المجموعة هو النقد المناهض للاستعمار والمناهض للرأسمالية، بما في ذلك دعم سيادة الأمم الأولى ومعارضة الإمبريالية العالمية. كما عارضت منظمة جذور المقاومة كذلك المحاولات البرلمانية لحظر الهجرة، وعارضت بشكل مباشر النشاط الفاشي الجديد، وهما أمران هامان في كندا من بداية وحتى منتصف التسعينيات من القرن العشرين.
لقد كانت عضوية الملونين فقط في منظمة جذور المقاومة بمثابة إستراتيجية تنظيمية تم تطويرها للتعامل مع العنصرية من موضع قوة وتقارب، كما كان ذلك أيضًا تعبيرًا عن رفض ما كان ينظر إليه على أنه هيمنة ثقافية بيضاء في اليسار الراديكالي الذي استثنى الأشخاص الملونين ومنظوراتهم بشكل فعال. (وقد كان هذا النقد موجهًا، على سبيل المثال لا الحصر، إلى التقليل اليساري الذي كان يقوده البيض فيما يتعلق بكل الأمور الخاصة بالقوة في إطار "صراع الطبقات الاجتماعية"، والشك في الكبار الناجم عن الفجوة بين الأجيال، وعدم الشعور بأهمية الروحانية بالنسبة لبعض المجتمعات، والتركيز على الثقافة المضادة للمجتمع، وما إلى ذلك).
وقد تمت معارضة هذه التحيزات سالفة الذكر لليسار الذي يسيطر عليه البيض بشكل جوهري من خلال تأسيس مجموعة متحالفة كل أعضائها من غير البيض. وقد كانت منظمة جذور المقاومة تعمل بشكل متكرر بالتعاون مع الحلفاء من البيض، ولم تكن منظمة انفصالية، كما أنها لم تكن ضد البيض. ومن أبرز لحظات منظمة جذور المقاومة مظاهرات «يوم ضد كندا» التي نظمتها في الأول من يوليو والأحداث التي نظمتها المنظمة لكشف تاريخ الاستعمار والإبادة الجماعية للدولة الكندية.